# Kanton Argentan-Ouest
Der Kanton Argentan-Ouest war von 1982 bis 2015 ein französischer Wahlkreis im Arrondissement Argentan, im Département Orne und in der Region Normandie; sein Hauptort war Argentan.

## Gemeinden
Der Kanton bestand aus fünf Gemeinden und einem Teil der Stadt Argentan (angegeben ist hier die Gesamteinwohnerzahl, im Kanton lebten etwa 8.000 Einwohner der Stadt):
| Gemeinde          | Einwohner Jahr | Fläche km² | Bevölkerungsdichte | Code INSEE | Postleitzahl |
| ----------------- | -------------- | ---------- | ------------------ | ---------- | ------------ |
| Argentan          | 13.903 (2013)  | –          | – Einw./km²        | 61006      | 61200        |
| Commeaux          | 136 (2013)     | –          | – Einw./km²        | 61114      | 61200        |
| Fontenai-sur-Orne | 244 (2013)     | –          | – Einw./km²        | 61173      | 61200        |
| Moulins-sur-Orne  | 303 (2013)     | –          | – Einw./km²        | 61298      | 61200        |
| Occagnes          | 634 (2013)     | –          | – Einw./km²        | 61314      | 61200        |
| Sarceaux          | 980 (2013)     | –          | – Einw./km²        | 61462      | 61200        |